# When Angels Speak of Love
When Angels Speak of Love ist ein Jazzalbum von Sun Ra and His Myth Science Arkestra. Die 1963  während Proben im Choreographer's Workshop, New York City, entstandenen Aufnahmen erschienen 1966 auf Ra's eigenem Label El Saturn Records, 2000 als Compact Disc auf Evidence Records. Am 1. November 2019 wurde das Album in einer erweiterten Fassung auf Cosmic Myth Records als Download auf der Plattform Bandcamp wiederveröffentlicht.

## Hintergrund
Als When Angels Speak of Love, das 1966 auf Sun Ras Saturn-Label veröffentlicht wurde, war dies eine Rarität, da es nur eine limitierte Auflage von circa 150 Exemplaren gab, die per Post und bei Konzerten verkauft wurden. Die Tracks wurden 1963 in New York während zweier Sessions im Choreographer's Workshop aufgenommen, einem Proberaum/Aufnahmeraum mit Lagerhausakustik. Ra verbrachte von 1961 bis 1964 unzählige Stunden am CW, um die musikalische Identität des Arkestra während erschöpfender musikalischer Zusammenkünfte zu schärfen. Der Sun-Ra-Biograf John Corbett nennt dies „eine der beständigsten und am besten dokumentierten Perioden von Ras Arbeit“; zahlreiche Bänder, auf denen diese wegweisenden Sessions mitgeschnitten wurden, sind erhalten und wurden auf LP, CD und digital veröffentlicht. 2019 erschien eine von Michael D. Anderson und Irwin Chusid digital restaurierte und auf acht Tracks erweiterte Fassung des Albums.
Die vorliegenden Saturn-LP-Pressungen von When Angels Speak wurden in Monophonie hergestellt (ebenso wie eine spätere CD-Fassung auf Evidence), aber in späteren Jahren sind Stereoversionen von drei Tracks aufgetaucht. Zwei davon (der Titeltrack und eine gekürzte Version von „Next Stop Mars“) waren 1989 in einer Veröffentlichung von Blast First/Restless Records enthalten. Im Jahr 2016 wurde in Michael D. Andersons Sun Ra Music Archive auf einer Session-Rolle eine Stereo-Fassung von „Celestial Fantasy“ entdeckt. Während die Mono-Version von „Next Stop Mars“ 18 Minuten dauerte, war die Stereo-Version nur 12 Minuten lang. Anstatt aus Platzgründen gekürzt worden zu sein, könnte die Kürzung eine gezielte Bearbeitung sein. Der Bandleader war am Blast First/Restless-Projekt beteiligt, nachdem er Tonbänder zur Verfügung gestellt hatte (deren Verbleib heute unbekannt ist). Die Ausblendung ist organisch und geschieht während eines rumpelnden Piano-Sustains, nachdem die Band aufgehört hat zu spielen. Vielleicht übte Ra das Vorrecht eines Komponisten aus, nachdem er entschieden hatte, dass das Stück nach 26 Jahren Reflexion seinen Höhepunkt bei der 12-Minuten-Marke erreicht hatte. Michael D. Anderson und Irwin Chusid fanden Tonhöhen- und Geschwindigkeitsunterschiede zwischen den Mono- und Stereo-Abmischungen. Tatsächlich gab es Tonhöhenvariationen innerhalb bestimmter Versionen – das Mono-„Celestial Fantasy“ ändert die Tonhöhe in den letzten 40 Sekunden. Für die digitale Ausgabe des Albums wurden alle Tonhöhenvarianten grob normalisiert.
Die ebenfalls 2019 erschienene CD-Neuausgabe bei Cosmic Myth Records enthielt neben einer Arkestra-Chronik einen Essay des Journalisten Clifford Allen und wiederentdeckte Cover-Artwork von
Claude Dangerfield.

## Titelliste
- Sun Ra and His Myth Science Arkestra: When Angels Speak of Love (Evidence ECD 22216-2)[1]

1. Celestial Fantasy 5:52
2. The Idea of It All	7:30
3. Ecstasy of Being 9:50
4. When Angels Speak of Love	4:32
5. Next Stop Mars 17:55

- Sun Ra and His Myth Science Arkestra: When Angels Speak of Love (Cosmic Myth Records  CMR005)[2]

1. Celestial Fantasy (Saturn mono) 5:50
2. The Idea of It All (Saturn mono) 7:29
3. Ecstasy of Being (Saturn mono) 9:50
4. When Angels Speak of Love (Saturn mono) 4:32
5. Next Stop Mars (Saturn mono) 17:56
6. Celestial Fantasy (stereo previously unreleased) 5:48
7. When Angels Speak of Love (stereo) 4:24
8. Next Stop Mars (stereo edit) 12:00

Die Kompositionen stammen von Sun Ra.

## Rezeption

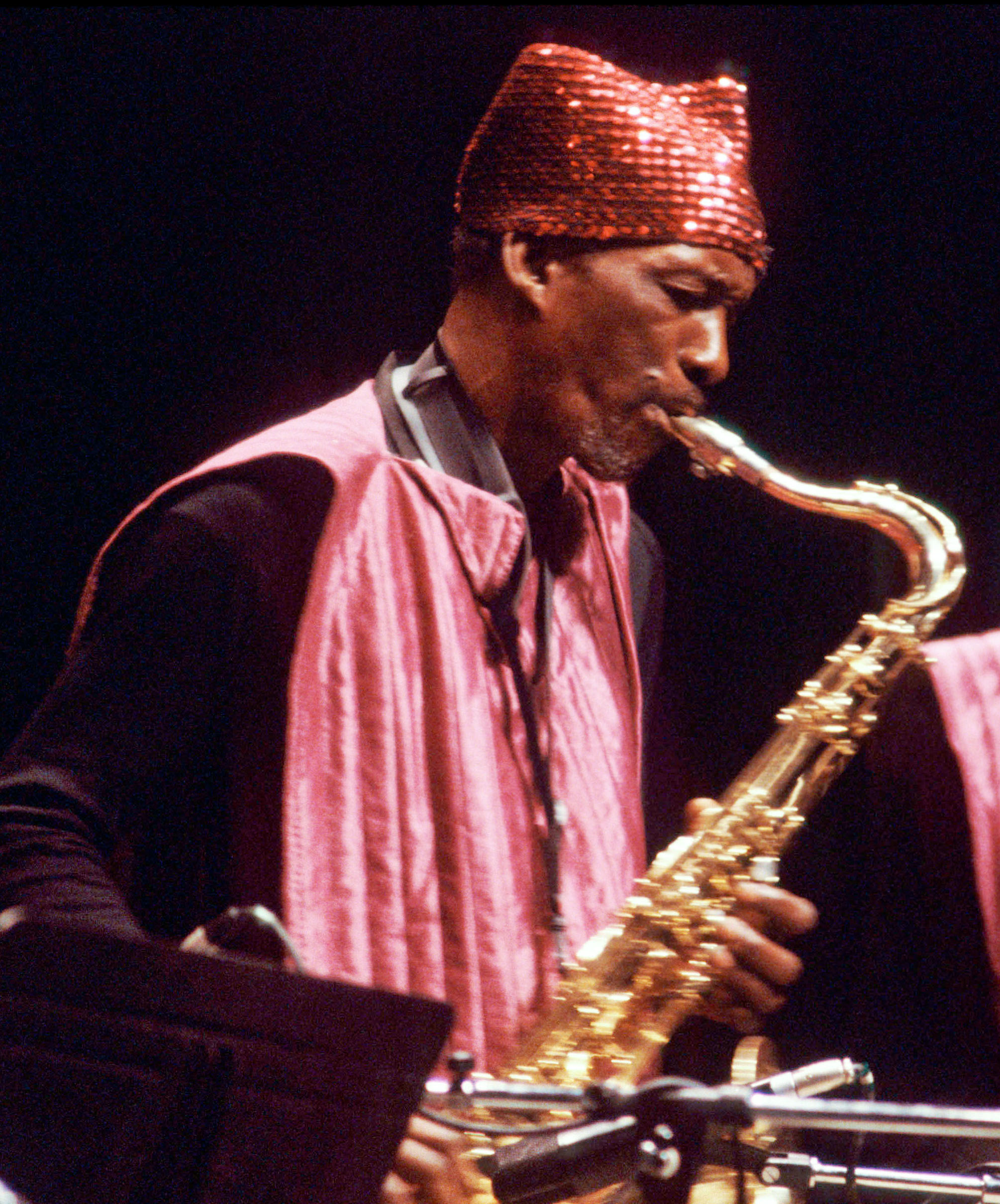
John Gilmore (1986, Konzert mit Sun Ra)

Der musikalischen Laufbahn folgend, die Sun Ra kurz nach seinem Weggang 1961 von Chicago in New York aufschlug, sind die Stücke auf When Angels Speak weniger komponiert als inszeniert, notierte Irwin Chusid in den Liner Notes. Trotz des scheinbar ungebundenen Spiels herrsche ein geordnetes Chaos. Auch wenn Sun Ra den Begriff „Free Jazz“ abgelehnt habe, liege in dieser Musik eine unbestreitbare Befreiung. Dank Tommy Hunters Reverb-Effekte gebe es auch eine prä-psychedelische Qualität.
Der Sun-Ra-Biograf John Szwed bemerkte in seinem Buch „Space is the Place“: „When Angels Speak of Love galt sogar drei Jahre später [bei seiner Veröffentlichung] als bizarre Platte, noch bizarrer durch extremes Echo, Bläser, die sich um die schrillsten Töne bemühten, geschichtete Rhythmen, deren polyrhythmischer Effekt durch massiven Nachhall (der abrupt ein- und ausgeschaltet wurde) übertrieben wird. „Next Stop Mars“ ist das Herzstück des Albums, ein langes Werk, das mit einem Weltraumgesang beginnt, gefolgt von Marshall Allen und John Gilmore, die es auf ihre Hörner wagen über das hinaus, was fast jeder andere Musiker zu dieser Zeit wagen würde. Sun Ra spielte hinter ihnen, drehte sich unerbittlich mit zweihändiger Unabhängigkeit um ein einziges tonales Zentrum und rumpelte dann donnernd am unteren Ende der Tastatur gegen Ronnie Boykins’ Bass an, ein Klang, der durch elektronische Verbesserung schwerer wurde.“
Während die Musik von Sun Ra oft als so weit außerhalb des Jazz-Mainstreams beschrieben wird, meinte William Ruhlmann, der dem Album in Allmusic dreieinhalb Sterne verlieh, liege dieses Album sehr genau in den damals aktuellen Jazztrends, wie sie von solchen Innovatoren wie John Coltrane und Ornette Coleman dargeboten wurden. Trotz der Vorbehalte von Sun Ra gegen „Free Jazz“ sei dies Musik, die in jene Kategorie passe, aber gelegentlich auch auf Bebop beruhe. Walter Millers Trompetenspiel auf „The Idea of It All“ zeige beispielsweise deutlich, dass er Miles Davis zugehört hat, auch wenn John Gilmores kreischendes Tenorsaxophon Coltranes Spielweise suggeriert, und auf „Ecstacy of Being“ das geschehe, was der Sun-Ra-Biograf John Corbett „Danny Davis’ qualvoller Alt schlägt Coleman“ nannte. Sun Ra selbst spiele immer wieder geschäftige, scheinbar formlose Passagen, die an Cecil Taylor erinnern würden. Eine noch nähere Annäherung an einen traditionellen Ansatz finde sich im relativ kurzen Titeltrack, einer Ballade, die zwar nicht gerade süß, aber überraschend nüchtern und ausdrucksstark sei.